# Cyclisme aux Jeux olympiques d'été de 2024
Navigation
Tokyo 2020 Los Angeles 2028
Les compétitions de cyclisme aux Jeux olympiques d'été de 2024 se déroulent à Paris (France) du 27 juillet au 11 août 2024.
Le cyclisme est au programme des Jeux olympiques d'été depuis la première édition en 1896, tout comme l'athlétisme, la gymnastique artistique, l'escrime et la natation. Par rapport à l'édition 2020, les vingt-deux mêmes épreuves sont au programme.

## Organisation

### Lieux de la compétition
Après un défilé de 5 km à partir du Trocadéro à Paris, le départ réel de la course en ligne sur route a lieu rue Gay-Lussac dans le Quartier latin, puis les cyclistes passent par la vallée de Chevreuse, avant d'entamer un circuit final du côté de la butte Montmartre et d'arriver sur le pont d'Iéna à côté de la tour Eiffel.
La course contre-la-montre réalise un boucle à partir des Invalides, en passant par le bois de Vincennes. Pour la première fois, hommes et femmes partageront le même parcours pour cette épreuve. 
Les épreuves de BMX freestyle se déroulent au sein du parc urbain de la Concorde, sur la place de la Concorde. 
La course sur piste se déroule au vélodrome de Saint-Quentin-en-Yvelines, siège et centre d'entraînement de l'équipe de France de cyclisme. Les épreuves de BMX racing se dérouleront également au Vélodrome national, dans le stade BMX de Saint-Quentin-en-Yvelines. Les épreuves de VTT ont lieu sur la colline d'Elancourt située à 7 km du Vélodrome. 

### Qualifications
La France, en tant que pays hôte, reçoit 1 quota garanti par sexe dans les épreuves de BMX racing, de BMX freestyle et de VTT et 1 place de quota par genre dans les épreuves en ligne sur route (aucune place n'est garantie en contre-la-montre sur route ou lors des épreuves sur piste). La plupart des qualifications se font par le biais des classements UCI, certaines places sont attribuées lors des championnats du monde ou de qualifications continentales (Afrique, Asie et Amériques).
| Épreuves           | Épreuves              | Places attribuées       | Places attribuées       |
| Épreuves           | Épreuves              | Hommes                  | Femmes                  |
| ------------------ | --------------------- | ----------------------- | ----------------------- |
| BMX                | Freestyle             | 12 athlètes             | 12 athlètes             |
| BMX                | Racing                | 24 athlètes             | 24 athlètes             |
| Cyclisme sur route | Course en ligne       | 90 athlètes             | 93 athlètes             |
| Cyclisme sur route | Contre-la-montre      | 36 athlètes             | 36 athlètes             |
| Cyclisme sur piste | Keirin                | 30 athlètes             | 30 athlètes             |
| Cyclisme sur piste | Vitesse individuelle  | 30 athlètes             | 30 athlètes             |
| Cyclisme sur piste | Vitesse par équipes   | 8 équipes, 24 athlètes  | 8 équipes, 24 athlètes  |
| Cyclisme sur piste | Poursuite par équipes | 10 équipes, 40 athlètes | 10 équipes, 40 athlètes |
| Cyclisme sur piste | Course à l'américaine | 15 équipes, 30 athlètes | 15 équipes, 30 athlètes |
| Cyclisme sur piste | Omnium                | 22 athlètes             | 22 athlètes             |
| VTT                | Cross-country         | 36 athlètes             | 36 athlètes             |

### Nations participantes
76 Comités Nationaux Olympiques ont qualifiés des athlètes pour le cyclisme. Entre parenthèses, le nombre de cyclistes qualifiés
- Afghanistan (2)
- Afrique du Sud (8)
- Algérie (2)
- Allemagne (25)
- Argentine (3)
- Aruba (1)
- Athlètes individuels neutres (4)
- Athlètes réfugiés (2)
- Australie (25)
- Autriche (9)
- Belgique (21)
- Brésil (6)
- Burkina Faso (1)
- Canada (22)
- Chili (4)
- Chine (13)
- Chypre (1)
- Colombie (15)
- Corée du Sud (2)
- Costa Rica (1)
- Croatie (1)
- Cuba (1)
- Danemark (17)
- Égypte (2)
- Émirats arabes unis (1)
- Équateur (2)
- Érythrée (1)
- Espagne (9)
- Estonie (2)
- États-Unis (23)
- Finlande (2)
- France (30)
- Grande-Bretagne (30)
- Grèce (1)
- Hong Kong (3)
- Hongrie (3)
- Indonésie (1)
- Iran (1)
- Irlande (7)
- Israël (4)
- Italie (22)
- Japon (18)
- Kazakhstan (3)
- Lettonie (6)
- Liechtenstein (1)
- Lituanie (3)
- Luxembourg (2)
- Malaisie (4)
- Maroc (2)
- Maurice (3)
- Mexique (8)
- Mongolie (1)
- Namibie (2)
- Nigeria (2)
- Norvège (6)
- Nouvelle-Zélande (20)
- Ouganda (1)
- Ouzbékistan (3)
- Panama (1)
- Pays-Bas (24)
- Pologne (13)
- Portugal (7)
- Rwanda (3)
- Roumanie (1)
- Serbie (2)
- Slovaquie (2)
- Slovénie (7)
- Suède (3)
- Suisse (18)
- Suriname (1)
- Tchéquie (7)
- Thaïlande (4)
- Trinité-et-Tobago (2)
- Turquie (1)
- Ukraine (4)
- Uruguay (1)
- Venezuela (1)
- Viêt Nam (1)

### Calendrier
| Compétition ↓ / Date → | Compétition ↓ / Date →  | Sam 27 | Dim 28 | Lun 29 | Mar 30 | Mer 31 | Jeu 1 | Jeu 1 | Ven 2 | Ven 2 | Sam 3 | Dim 4 |
| ---------------------- | ----------------------- | ------ | ------ | ------ | ------ | ------ | ----- | ----- | ----- | ----- | ----- | ----- |
| BMX freestyle          | Hommes                  |        |        |        | Q      | F      |       |       |       |       |       |       |
| BMX freestyle          | Femmes                  |        |        |        | Q      | F      |       |       |       |       |       |       |
| BMX racing             | Hommes                  |        |        |        |        |        | ¼     | R     | ½     | F     |       |       |
| BMX racing             | Femmes                  |        |        |        |        |        | ¼     | R     | ½     | F     |       |       |
| Cyclisme sur route     | Course en ligne hommes  |        |        |        |        |        |       |       |       |       | F     |       |
| Cyclisme sur route     | Contre-la-montre hommes | F      |        |        |        |        |       |       |       |       |       |       |
| Cyclisme sur route     | Course en ligne femmes  |        |        |        |        |        |       |       |       |       |       | F     |
| Cyclisme sur route     | Contre-la-montre femmes | F      |        |        |        |        |       |       |       |       |       |       |
| VTT                    | Cross-country hommes    |        |        | F      |        |        |       |       |       |       |       |       |
| VTT                    | Cross-country femmes    |        | F      |        |        |        |       |       |       |       |       |       |

| Épreuve ↓ / Date → | Épreuve ↓ / Date →    | Lun 5 | Lun 5 | Lun 5 | Mar 6 | Mar 6 | Mer 7 | Mer 7 | Jeu 8 | Jeu 8 | Jeu 8 | Jeu 8 | Ven 9 | Ven 9 | Sam 10 | Sam 10 | Dim 11 | Dim 11 | Dim 11 | Dim 11 |
| ------------------ | --------------------- | ----- | ----- | ----- | ----- | ----- | ----- | ----- | ----- | ----- | ----- | ----- | ----- | ----- | ------ | ------ | ------ | ------ | ------ | ------ |
| Hommes             | Keirin                |       |       |       |       |       |       |       |       |       |       |       |       |       | Q      |        | ¼      | ¼      | ½      | F      |
| Hommes             | Vitesse individuelle  |       |       |       |       |       | Q     | Q     | ¼     | ¼     | ¼     | ¼     | ½     | F     |        |        |        |        |        |        |
| Hommes             | Vitesse par équipes   | Q     | Q     | Q     | ½     | F     |       |       |       |       |       |       |       |       |        |        |        |        |        |        |
| Hommes             | Poursuite par équipes | Q     | Q     | Q     | ½     | ½     |       | F     |       |       |       |       |       |       |        |        |        |        |        |        |
| Hommes             | Course à l'américaine |       |       |       |       |       |       |       |       |       |       |       |       |       | F      | F      |        |        |        |        |
| Hommes             | Omnium                |       |       |       |       |       |       |       | S     | T     | E     | P     |       |       |        |        |        |        |        |        |
| Femmes             | Keirin                |       |       |       |       |       | Q     |       | ¼     | ¼     | ½     | F     |       |       |        |        |        |        |        |        |
| Femmes             | Vitesse individuelle  |       |       |       |       |       |       |       |       |       |       |       | Q     | Q     | Q      | ¼      | ½      | ½      | F      | F      |
| Femmes             | Vitesse par équipes   | Q     | ½     | F     |       |       |       |       |       |       |       |       |       |       |        |        |        |        |        |        |
| Femmes             | Poursuite par équipes |       |       |       | Q     | Q     | ½     | F     |       |       |       |       |       |       |        |        |        |        |        |        |
| Femmes             | Course à l'américaine |       |       |       |       |       |       |       |       |       |       |       | F     | F     |        |        |        |        |        |        |
| Femmes             | Omnium                |       |       |       |       |       |       |       |       |       |       |       |       |       |        |        | S      | T      | E      | P      |

| - Q : séries / tours préliminaires - ¼ : quarts de finale - ½ : demi-finales - R : repêchages - F : finales - S : Course scratch - T : Course tempo - E : Course à l'élimination - P : Course aux points |

## Résultats

### Hommes
| Route - Résultats détaillés |                                                                          |                                                                                               |                                                                            |
| Course en ligne             | Remco Evenepoel (BEL)                                                    | Valentin Madouas (FRA)                                                                        | Christophe Laporte (FRA)                                                   |
| Contre-la-montre            | Remco Evenepoel (BEL)                                                    | Filippo Ganna (ITA)                                                                           | Wout van Aert (BEL)                                                        |
| Piste - Résultats détaillés |                                                                          |                                                                                               |                                                                            |
| Keirin                      | Harrie Lavreysen (NED)                                                   | Matthew Richardson (AUS)                                                                      | Matthew Glaetzer (AUS)                                                     |
| Vitesse individuelle        | Harrie Lavreysen (NED)                                                   | Matthew Richardson (AUS)                                                                      | Jack Carlin (GBR)                                                          |
| Vitesse par équipes         | Pays-Bas- Roy van den Berg - Harrie Lavreysen - Jeffrey Hoogland         | Grande-Bretagne- Ed Lowe - Hamish Turnbull - Jack Carlin                                      | Australie- Leigh Hoffman - Matthew Richardson - Matthew Glaetzer           |
| Poursuite par équipes       | Australie- Oliver Bleddyn - Sam Welsford - Conor Leahy - Kelland O'Brien | Grande-Bretagne- Ethan Hayter - Charlie Tanfield - Daniel Bigham - Ethan Vernon - Oliver Wood | Italie- Simone Consonni - Filippo Ganna - Francesco Lamon - Jonathan Milan |
| Course à l'américaine       | Portugal - Iúri Leitão - Rui Oliveira                                    | Italie - Simone Consonni - Elia Viviani                                                       | Danemark - Niklas Larsen - Michael Mørkøv                                  |
| Omnium                      | Benjamin Thomas (FRA)                                                    | Iúri Leitão (POR)                                                                             | Fabio Van den Bossche (BEL)                                                |
| VTT - Résultats détaillés   |                                                                          |                                                                                               |                                                                            |
| Cross-country               | Tom Pidcock (GBR)                                                        | Victor Koretzky (FRA)                                                                         | Alan Hatherly (RSA)                                                        |
| BMX - Résultats détaillés   |                                                                          |                                                                                               |                                                                            |
| Freestyle                   | José Torres Gil (ARG)                                                    | Kieran Reilly (GBR)                                                                           | Anthony Jeanjean (FRA)                                                     |
| Racing                      | Joris Daudet (FRA)                                                       | Sylvain André (FRA)                                                                           | Romain Mahieu (FRA)                                                        |

### Femmes
| Route - Résultats détaillés |                                                                                |                                                                                   |                                                                               |
| Course en ligne             | Kristen Faulkner (USA)                                                         | Marianne Vos (NED)                                                                | Lotte Kopecky (BEL)                                                           |
| Contre-la-montre            | Grace Brown (AUS)                                                              | Anna Henderson (GBR)                                                              | Chloé Dygert (USA)                                                            |
| Piste - Résultats détaillés |                                                                                |                                                                                   |                                                                               |
| Keirin                      | Ellesse Andrews (NZL)                                                          | Hetty van de Wouw (NED)                                                           | Emma Finucane (GBR)                                                           |
| Vitesse individuelle        | Ellesse Andrews (NZL)                                                          | Lea Sophie Friedrich (GER)                                                        | Emma Finucane (GBR)                                                           |
| Vitesse par équipes         | Grande-Bretagne- Katy Marchant - Sophie Capewell - Emma Finucane               | Nouvelle-Zélande- Rebecca Petch - Shaane Fulton - Ellesse Andrews                 | Allemagne- Pauline Grabosch - Emma Hinze - Lea Sophie Friedrich               |
| Poursuite par équipes       | États-Unis- Jennifer Valente - Lily Williams - Chloé Dygert - Kristen Faulkner | Nouvelle-Zélande- Ally Wollaston - Bryony Botha - Emily Shearman - Nicole Shields | Grande-Bretagne- Elinor Barker - Josie Knight - Anna Morris - Jessica Roberts |
| Course à l'américaine       | Italie - Vittoria Guazzini - Chiara Consonni                                   | Grande-Bretagne - Elinor Barker - Neah Evans                                      | Pays-Bas - Maike van der Duin - Lisa van Belle                                |
| Omnium                      | Jennifer Valente (USA)                                                         | Daria Pikulik (POL)                                                               | Ally Wollaston (NZL)                                                          |
| VTT - Résultats détaillés   |                                                                                |                                                                                   |                                                                               |
| Cross-country               | Pauline Ferrand-Prévot (FRA)                                                   | Haley Batten (USA)                                                                | Jenny Rissveds (SWE)                                                          |
| BMX - Résultats détaillés   |                                                                                |                                                                                   |                                                                               |
| Freestyle                   | Deng Yawen (CHN)                                                               | Perris Benegas (USA)                                                              | Natalya Diehm (AUS)                                                           |
| Racing                      | Saya Sakakibara (AUS)                                                          | Manon Veenstra (NED)                                                              | Zoé Claessens (SUI)                                                           |

## Tableau des médailles
- Pays organisateur (France)

| Rang  | Nation           | Or | Argent | Bronze | Total |
| ----- | ---------------- | -- | ------ | ------ | ----- |
| 1     | France           | 3  | 3      | 3      | 9     |
| 2     | Pays-Bas         | 3  | 3      | 1      | 7     |
| 3     | Australie        | 3  | 2      | 3      | 8     |
| 4     | États-Unis       | 3  | 2      | 1      | 6     |
| 5     | Grande-Bretagne  | 2  | 5      | 4      | 11    |
| 6     | Nouvelle-Zélande | 2  | 2      | 1      | 5     |
| 7     | Belgique         | 2  | 0      | 3      | 5     |
| 8     | Italie           | 1  | 2      | 1      | 4     |
| 9     | Portugal         | 1  | 1      | 0      | 2     |
| 10    | Argentine        | 1  | 0      | 0      | 1     |
| 10    | Chine            | 1  | 0      | 0      | 1     |
| 12    | Allemagne        | 0  | 1      | 1      | 2     |
| 13    | Pologne          | 0  | 1      | 0      | 0     |
| 14    | Suède            | 0  | 0      | 1      | 1     |
| 14    | Afrique du Sud   | 0  | 0      | 1      | 1     |
| 14    | Suisse           | 0  | 0      | 1      | 1     |
| 14    | Danemark         | 0  | 0      | 1      | 1     |
| Total | Total            | 22 | 22     | 22     | 66    |